# Kerogen
Kerogen – substancja woskowa, produkt biochemicznego i geochemicznego przeobrażenia substancji pochodzenia roślinnego i zwierzęcego podczas tworzenia się skał osadowych, stanowi pozostałość materii organicznej w postaci drobnych rozproszonych w skałach, czarnych ziaren, nierozpuszczalnych w rozpuszczalnikach organicznych. W warunkach wysokiego ciśnienia i temperatury, pod wpływem procesów diagenezy i metamorfizmu, z kerogenu powstaje ropa naftowa i gaz ziemny. Dlatego kerogen bywa nazywany niedojrzałą ropą.
Kerogen ma ogromne znaczenie w poszukiwaniach ropy naftowej, gazu ziemnego i łupków bitumicznych.
Poprzez technologie termiczne można uzyskać ciekłe paliwo z łupków bitumicznych zawierających kerogen.
Nazwa kerogen została wprowadzona w 1912 przez szkockiego chemika organicznego, Aleksandra Crum Browna.